# US-Kavallerie
Die US-Kavallerie war die Reiterei der United States Army. Aufgrund ihrer Schlüsselrolle bei der Landnahme im Wilden Westen wurde sie Teil des Gründungsmythos der USA. Im Verlauf des 20. Jahrhunderts ersetzten die noch bestehenden Kavallerieverbände ihre Pferde durch Kraftfahrzeuge bzw. Hubschrauber, führen aber aus Traditionsgründen heute noch den Namen cavalry im Verbandsnamen.

## Geschichte

### Unabhängigkeitskrieg
Die Ursprünge der US-Kavallerie gehen in die Zeit des Unabhängigkeitskrieges zurück. Im 18. Jahrhundert hatte sich die Spezialisierung der Kavallerie so weit entwickelt, dass es verschiedene Arten von Kavallerie gab die sich in ihrer Aufgabe, ihrer Bewaffnung und dem Gewicht der Pferde unterschieden: Kürassiere die in erster Linie für den Schockeffekt in der Schlacht eingesetzt wurde, die Husaren, die für Aufklärungs-, Abschirmungs- und Botendienste konzipiert war, und die Dragoner, die sowohl für den Kampf zu Fuß als auch zu Pferd ausgebildet waren. General Washingtons Erfahrungen mit der Kavallerie im Sommerfeldzug von 1776 veranlassten ihn, die Aufstellung einer oder mehrerer berittener Einheiten in der Kontinentalarmee zu empfehlen, woraufhin der Kongress am 27. Dezember 1776 die Aufstellung von 3.000 berittenen Soldaten bewilligte.
Bis zum Frühjahr 1777 hatte Washington vier Regimenter leichter Dragoner aufgestellt: das 1st Continental Light Dragoons (Bland's Horse), das 2nd Continental Light Dragoons (Sheldon's Horse), das 3rd Continental Light Dragoons (Baylor's Horse), und das 4th Continental Light Dragoons (Moylan's Horse) Regiment. Obwohl der Kongress 1778 eine Aufstockung der Stärke der leichten Dragonerregimenter genehmigte, erreichten die vier Regimenter aufgrund ständiger Schwierigkeiten bei der Rekrutierung von Männern, der Beschaffung von Pferden, Waffen und Ausrüstung sowie der Bindung der Männer an die Armee nie ihre volle Stärke. Bei Kriegsende wurden sie aufgelöst. Während der nächsten fünfzig Jahre existierten berittene Verbände in der regulären Armee nur für kurze Zeit und dann auch nur als ein sehr kleiner Teil der Armee.

### Der Krieg von 1812 bis zum Bürgerkrieg
1808 drohte erneut Krieg mit Großbritannien, woraufhin der Kongress die reguläre Armee um acht Regimenter – je ein leichtes Dragoner-, ein leichtes Artillerie- und ein Schützenregiment sowie fünf Infanterieregimenter – erweiterte. Bis 1812, als ein zweites Regiment aufgestellt wurde, bildete das aus acht Kompanien bestehende Dragonerregiment die einzige Kavallerie in der regulären Armee. Während des Krieges von 1812 bildeten die beiden Regimenter die Kavallerie der regulären Armee, wobei sie zu keinem Zeitpunkt die volle Sollstärke erreichten. Abteilungen der beiden Regimenter nahmen in der Zeit von 1812 und 1813 an einer Reihe von Gefechten teil – im Dezember 1812 am Mississineway River im Territorium von Indiana, im folgenden Frühjahr an der Belagerung von Fort Meigs an der Mündung des Maumee River in Ohio und später in Kanada. 
Als in den folgenden Jahrzehnten immer mehr Siedler in den Westen vordrangen, wuchs ihr Bedürfnis nach Schutz. Schließlich ermächtigte der Kongress 1832 ein Bataillon berittener Ranger zur Bewachung der Strecke von Independence, Missouri, nach Santa Fe, die durch das Gebiet der Shawnee, Arapaho, Comanche und einiger anderer Stämme verlief. Bevor die Ranger entsandt wurden, war das Gebiet von der Infanterie gesichert worden, aber schon bald wurde klar, dass nur berittene Einheiten den Indianern in puncto Mobilität und Reichweite gewachsen waren. Die Mounted Rangers waren ein Eliteregiment, das für ein Jahr angeworben wurde; tatsächlich bestand die Truppe nur ein Jahr lang. Diese Zeit reichte jedoch aus, um ihre Effektivität unter Beweis zu stellen und sie zum Wegbereiter für die Entstehung der US-Kavallerie zu machen. Am 2. März 1833 fusionierte der Kongress die Rangers mit dem First Regiment of Dragoons und schuf damit die erste echte Kavallerie-Einheit der Nation. Ihre Aufgabe war es, die Indianer auf einer Länge von 1600 km an der Grenze in Schach zu halten.

### Bürgerkrieg
Bei Ausbruch des Bürgerkriegs 1861 wurden alle Regimenter einheitlich in cavalry umbenannt und ihre Zahl auf zwölf vermehrt. Hinzu kamen zahlreiche weitere von der Union und den darin verbliebenen Staaten aufgestellte Regimenter, so dass bei Kriegsende über 250 Staats- und Bundes-Regimenter im Feld standen, während die Südstaaten nur über rund 170 Regimenter verfügten. Im Verlauf des Krieges kämpfte die Kavallerie oft abgesessen als Schützen und nahm damit die Entwicklung im Ersten Weltkrieg vorweg. So besetzte und verteidigte zu Beginn der Schlacht von Gettysburg John Bufords Kavallerie eine wichtige Anhöhe, was erheblich zum Sieg der Union beitrug. Nach der Kapitulation bei Appomattox wurde die Zahl der Bundes-Regimenter wieder auf zwölf reduziert (davon zwei mit afroamerikanischem Ersatz der Mannschaftsdienstgrade, die sogenannten Buffalo Soldiers). Meist als kleine Detachements verstreut über das Land eingesetzt, spielte die Kavallerie bei der Landnahme im Westen eine Schlüsselrolle und wurde ein Teil des Gründungsmythos der USA, obwohl selbst das berühmteste ihrer Gefechte, die Schlacht am Little Bighorn unter General George Armstrong Custer, im Vergleich zu den Kriegen davor und danach kaum mehr als den Charakter eines Scharmützels hatte.

### Nachkriegszeit
Im Spanisch-Amerikanischen Krieges führte der spätere Präsident Theodore Roosevelt das 1. US-Freiwilligen-Kavallerieregiment zum verlustreichen Sieg in der Schlacht am San Juan Hill. Die „Rough Riders“ kämpften dabei jedoch zu Fuß.

### Erster Weltkrieg
Mit zunehmenden Spannungen zwischen dem Deutschen Reich und den USA genehmigte der Kongress 1916 die Ausweitung der Armee auf 38 Infanterie-, 9 Feldartillerie-, 3 Pionier- und 17 Kavallerieregimenter. Von den 17 Kavallerieregimentern waren 8 neu aufgestellt worden. Nach dem Eintritt der USA in den Ersten Weltkrieg 1917 hatte das Maschinengewehr zusammen mit der verbesserten Artillerie, dem Stacheldraht und den ausgeklügelten Feldbefestigungen zu einer Pattsituation an der Westfront geführt und damit den Einsatz von Kavallerie unmöglich gemacht. Dennoch bildeten vier Regimenter der US-Kavallerie – das 2nd, 3rd, 6th und 15th – einen Teil der American Expeditionary Forces. 1920 erklärte General Pershing, dass er diese Entscheidung getroffen habe, weil die Kavallerie, bei mehreren Gelegenheiten wie der Verfolgung des Feindes nach Norden in Richtung Maas hätte eingesetzt werden können.

### Zwischenkriegszeit
Nach dem Krieg wurde die Kavallerie durch den National Defense Act von 1920 von siebzehn auf vierzehn Regimenter mit nur noch 20.000 Mann reduziert und in den folgenden Jahren weiter auf weniger als 10.000 Mann verkleinert. Da es im Weltkrieg nur wenige Kavallerieeinsätze gegeben hatte, die als Richtschnur für die Entwicklung einer neuen Kavalleriedoktrin dienen konnten, wurden in den frühen 1920er Jahren im Cavalry Journal einige Diskussionen über alternative Aufgaben veröffentlicht, darunter Ideen zu tiefgehenden Angriffen, breiten Flankenbewegungen und ähnlichem. Kavallerieoffiziere mit Kriegserfahrungen in Frankreich hatten jedoch ihre eigenen Ideen entwickelt, die sich bald durchsetzten. Das Chief of Cavalry's Office übernahm die Führung bei der Entwicklung dieser neuen Rollen. Mit der Veröffentlichung der Training Regulations 425-105, 1922 wurde der Kavallerie eine weitaus zentralere Rolle im Kampf eingeräumt. In den Vorschriften hieß es: „Der moderne Krieg betont die Tatsache, dass ein genau abgestimmter berittener Angriff fast immer erfolgreich und weniger kostspielig ist als ein langwieriges Feuergefecht.“ Das Auftauchen des Panzers  brachte einige Offiziere auf die Idee, der Kavallerie die Fähigkeit zur Schockwirkung zu verleihen, indem sie Panzer für Frontalangriffe einsetzten, die früher von schweren Kavallerieeinheiten durchgeführt wurden. Panzer wären unempfindlich gegen Feuer oder Stacheldraht und könnten sich zu kompakten Massen formieren, die für einen Schock nötig wären.

Innerhalb der Kavallerie gab es sowohl Befürworter der Motorisierung, als auch solche die weiter auf das Pferd oder eine Kombination aus beidem setzten. Der wichtigste Vertreter für eine motorisierte Kavallerie war Adna Romanza Chaffee, Jr. Seine Vorstellung der Motorisierung entwickelte sich zu einem kombinierten Rüstungskonzept, das motorisierte Infanterie und Artillerie umfasste. Unterstützt wurde er von einer kleinen Gruppe von Hauptleuten, Majoren und Oberstleutnants, die ebenfalls an Motorisierung glaubten. 1927 hatte die britische Armee die Experimental Mechanised Force gegründet, um Konzepte für die Organisation und den Einsatz einer auf Panzern und gepanzerten Fahrzeugen basierenden Kampftruppe zu entwickeln. Der amerikanische Kriegsminister Davis hatte die Aktivitäten dieser Truppe bei einem Besuch in England im selben Jahr beobachtet. Diese Erfahrung beeindruckte ihn so sehr, dass er nach seiner Rückkehr in die Vereinigten Staaten die Aufstellung einer amerikanischen Experimental Mechanized Force anordnete. 
Damit sollte getestet werden, ob Panzer auch für andere Aufgaben als die Unterstützung der Infanterie eingesetzt werden konnten. Um die Erfahrungen mit der Experimental Mechanized Force zu untersuchen und zu entscheiden, ob die Truppe zu einer ständigen Einheit werden sollte, setzte das Kriegsministerium das Mechanized Board ein. Dieses trat am 15. Mai zusammen und legte seinen Abschlussbericht am 1. Oktober 1928 vor. Das Mechanized Board empfahl die Aufstellung einer permanenten motorisierten Einheit. Die Motorisierung begann schließlich mit der Verlegung des 1. Kavallerieregiments von Texas nach Fort Knox am 16. Januar 1933. Sein erster Kommandeur war Brigadegeneral Daniel Van Voorhis. Bis März bildete es zusammen mit dem 4. Kavallerieregiment die 7. motorisierte Kavalleriebrigade.

### Zweiter Weltkrieg
Zu Beginn des Krieges 1939 war die Kavallerie der US-Armee bereits teilweise motorisiert. Das 1. und das 13. Kavallerieregiment waren bereits voll motorisiert. Das 4. und das 6. Kavallerieregiment waren halbmotorisiert, d. h. ihre Pferde wurden in großen Transportern befördert, die mit den übrigen Kraftfahrzeugen mithalten, schnell entladen und beritten eingesetzt werden konnten. Es verblieben zehn rein zu Pferde geführte Regimenter der Regular Army, von denen acht bis Ende 1941 in zwei Kavalleriedivisionen zusammengefasst wurden.
1942 wurde der Chief of Cavalry durch die Umstrukturierung der Armee abgeschafft. Von nun an waren die Army Ground Forces für Ausbildung, Doktrin, Material und Organisation zuständig. Unter der Führung von Generalleutnant Lesley J. McNair beschleunigte sich das Tempo der Motorisierung. Das 2., 3., 11. und 14. Kavallerieregiment wurden bis 1943 in motorisierte Einheiten umgewandelt. Zwischen 1942 und 1944 änderte sich die Aufgabe der Kavallerie von universell einsetzbaren Kampfeinheiten zu leichten Aufklärungseinheiten. Non-divisional Regimenter verschwanden und wurden durch Einheiten ersetzt, die entweder einer Division oder einer Kavalleriegruppe zugeteilt wurden. Der letzte Einsatz von berittener Kavallerie fand während der Schlacht um die Philippinen statt.

### Air Cavalry
In den Jahren vor dem Zweiten Weltkrieg begann die US-Armee, mit der taktischen Doktrin der vertikalen Umfassung zu experimentieren und diese zu entwickeln. Mit dieser Doktrin sollte eine dritte Dimension in die taktische Einkesselung eingeführt werden. Anstatt den Feind am Boden einzukreisen, sollten die Luftlandetruppen den Feind überfliegen und einkesseln. Obwohl die Luftlandeoperationen in den Kriegsjahren gemischte Ergebnisse lieferten, war die Armee davon überzeugt, dass die „vertikale Umfassung durchführbar war und dass es einen besseren Weg gab, den Auftrag zu erfüllen, als Truppen mit Fallschirmen auf dem Schlachtfeld abzusetzen“. 

Angeführt von Generalleutnant James M. Gavin, dem Kommandeur der 82. Luftlandedivision im Zweiten Weltkrieg, setzte die Armee ihre Versuche zur Verbesserung des Konzepts der senkrechten Umfassung fort. Während eines Manövers im Winter 1955/56, wurden Tests mit einer experimentellen Einheit namens „Sky Cavalry“ durchgeführt. Diese Einheit kombinierte leichte Panzer, Infanterie und Hubschrauber und fungierte als zusammenhängende, dreidimensionale Einheit. Die Testergebnisse erwiesen sich als weniger effektiv als von der Armee erhofft, aber 1956 wurde jeder der beiden Luftlandedivisionen eine luftgestützte Aufklärungseinheit genehmigt. Anfänglich waren diese Sky Cavalry Einheiten unbewaffnet, aber es wurden Versuche mit verschiedenen Waffensystemen durchgeführt. 

Der Begriff „Sky Cavalry“ war ziemlich diffus. In der Armee gab es mehrere Hubschrauber-Aufklärungseinheiten, die die Bezeichnung Sky Cavalry trugen, aber unterschiedlich strukturiert waren. Am 26. Februar 1957 wurde der Sky Cavalry Platoon in Fort Rucker, Alabama, aufgestellt. Diese Einheit sollte Testobjekt für die Entwicklung von Luftaufklärungssystemen fungieren. Das Combat Developments Office (CDO) des Army Aviation Center bemühte sich intensiv um den Aufbau einer bewaffneten Hubschraubertruppe innerhalb der Armee. Die Bemühungen wurden jedoch durch ranghohe Offiziere der Armee, die das Konzept der bewaffneten Hubschraubertruppe ablehnten und durch die US-Luftwaffe behindert. 

Glücklicherweise blieb die CDO hartnäckig und entwickelte weiterhin neue Ideen. Unter Nutzung der Ressourcen und Erfahrungen des Sky Cavalry Platoon wurde im März 1958 die 7292nd Aerial Combat Reconnaissance Company (ACR) in Tiger Port, Fort Rucker, Alabama, gegründet. Die Einheit sollte als Versuchsträger für alle CDO-Konzepte dienen. Durch fortgesetzte Experimente und den Einfluss ehemaliger Kavallerieoffiziere bei der CDO entwickelte sich die Struktur der Einheit weiter und ähnelte der äußerst erfolgreichen gepanzerten Aufklärungseinheit des Zweiten Weltkriegs. Sie umfasste Luftwaffen, Luftaufklärer und mobile Infanterie, die alle zu einer luftgestützten Eingreiftruppe kombiniert wurden. 
Dank vielen Vorführungen vor hochrangigen Offizieren im gesamten Land gelang es den Armeeführung, vom ACR-Konzept zu überzeugen. 1959 beauftragte das Kontinentalarmeekommando (CONARC) die Panzer- und Fliegerschulen mit der Ausarbeitung der Aufgabenstellung und einer Stärke- und Ausrüstungsnachweisung für eine Luftaufklärungs- und Sicherheitstruppe (Aerial Reconnaissance and Security Troop, ARST). Die erste ARST wurde am 24. September 1962 in Fort Rucker, Alabama aktiviert. Mit dem Reorganization Objective Army Division Programm (ROAD) 1962 wurde für jede Kavallerieschwadron eine Luftkavallerietruppe genehmigt.

## Abzeichen

Schulterabzeichen der 1st Cavalry Division
Schulterabzeichen des 2nd Cavalry Regiment
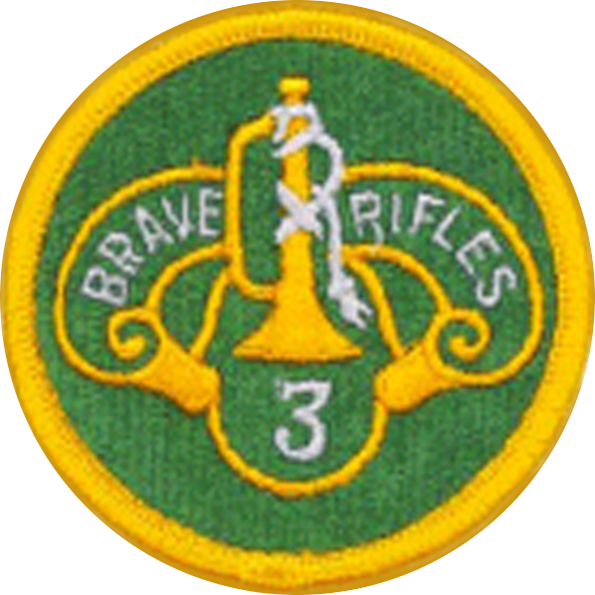
Schulterabzeichen des 3rd Cavalry Regiment
Schulterabzeichen des 11th Armored Cavalry Regiment
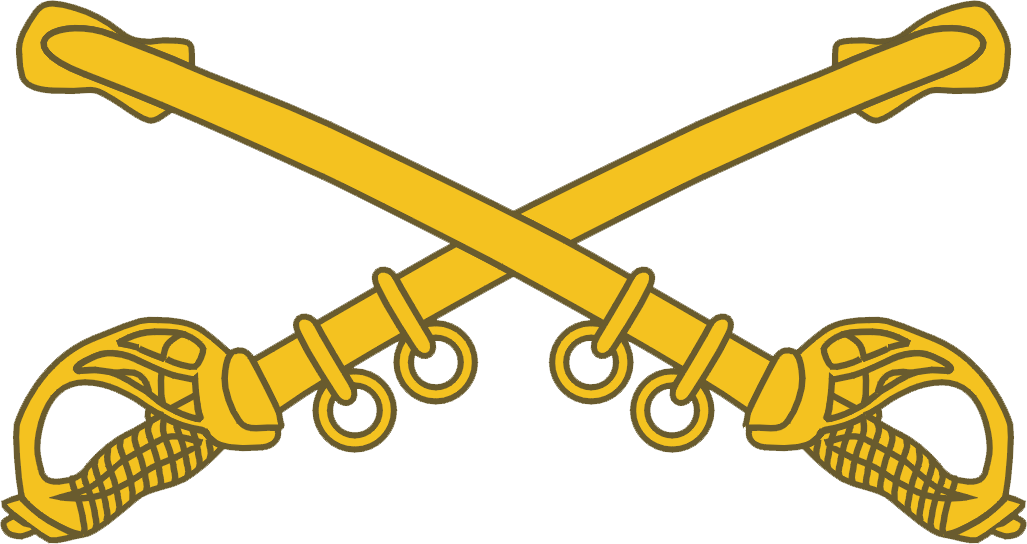
Branch of service insignia

## Gerätschaften

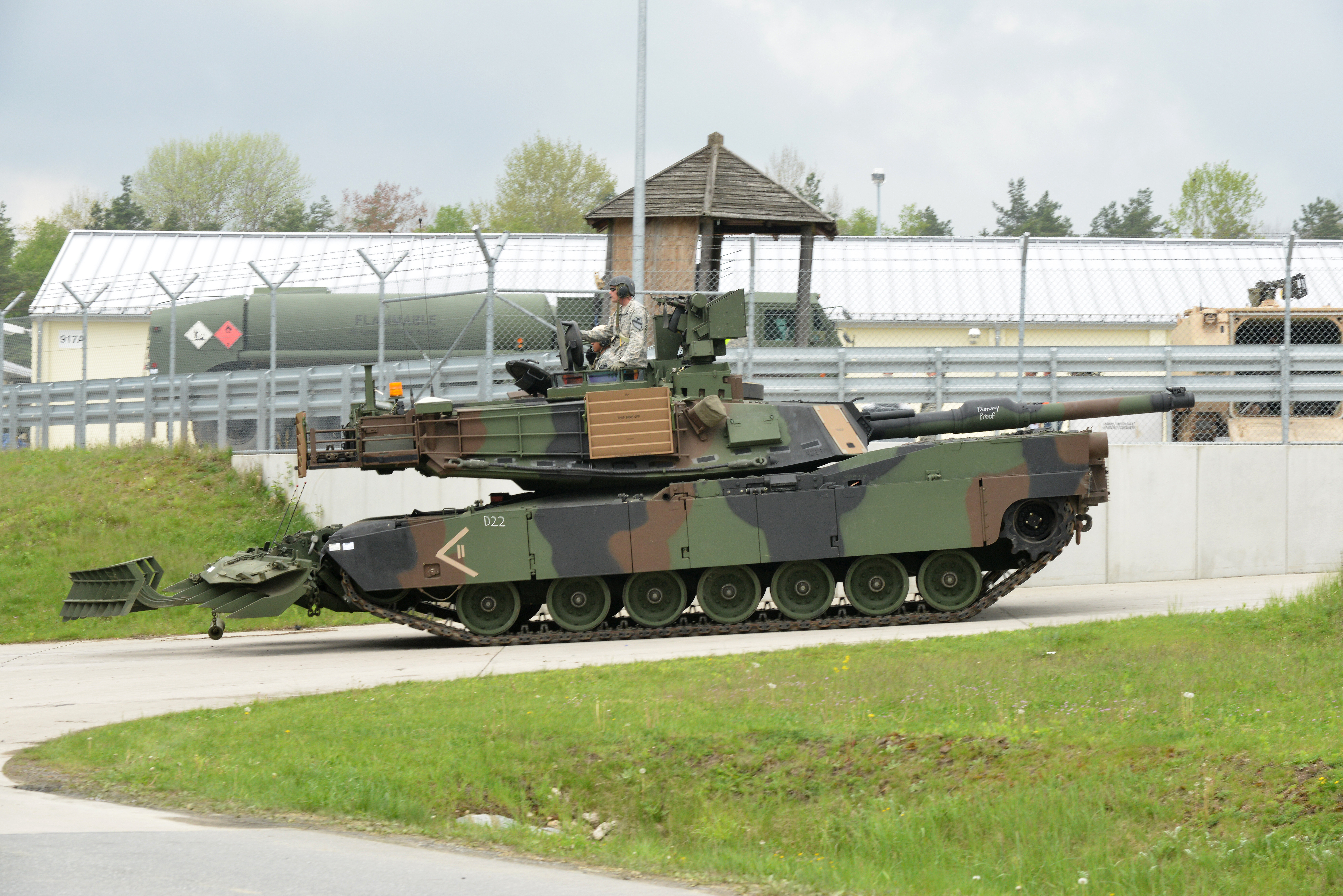
M1 Abrams (mit Räumschild) des 5th CR, 1st CD
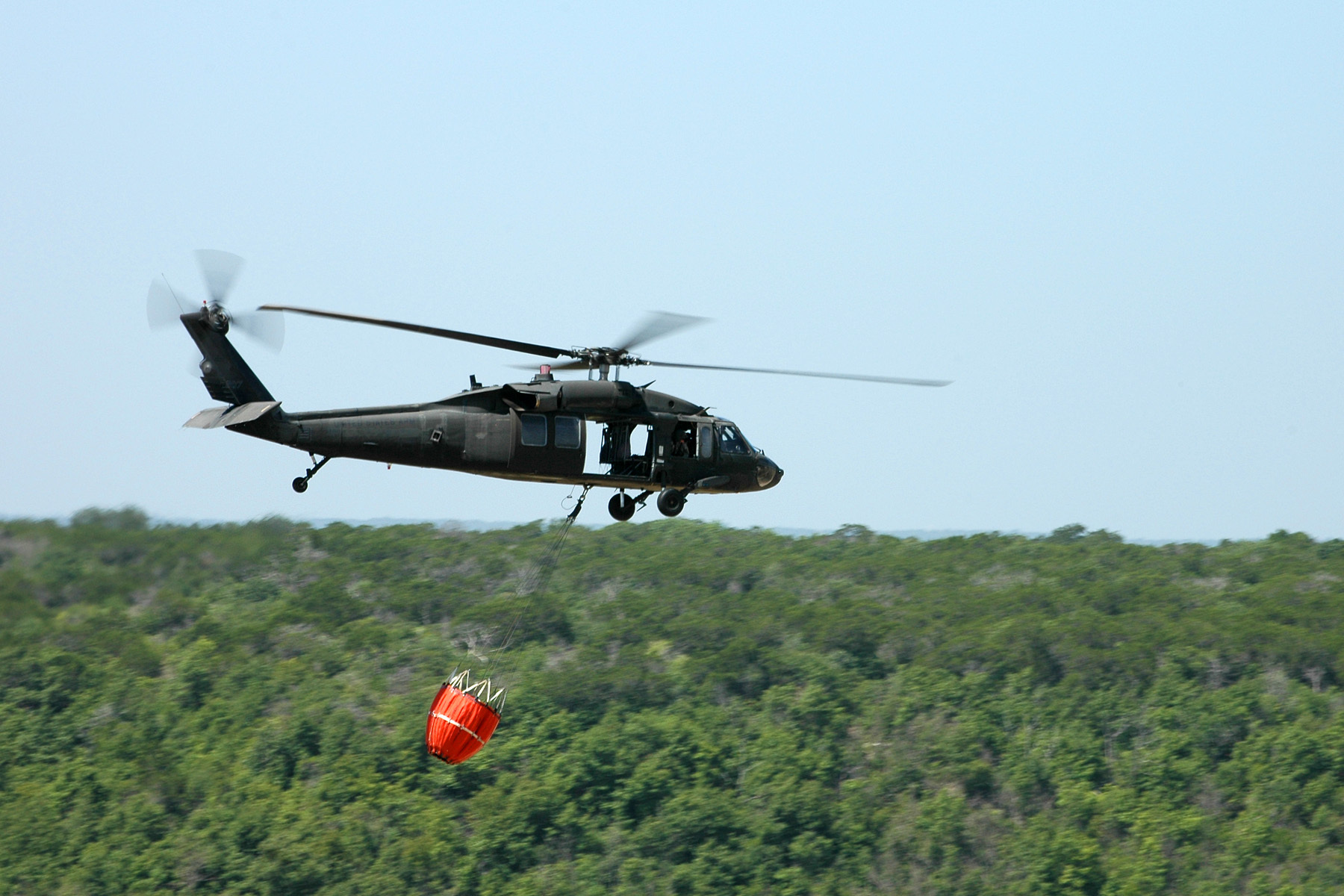
Sikorsky UH-60 des 227th Aviation Regiment, 1st Air Cavalry Brigade, 1st CD, bei der Waldbrandbekämpfung
Stryker Armored Vehicle des 2nd ACR
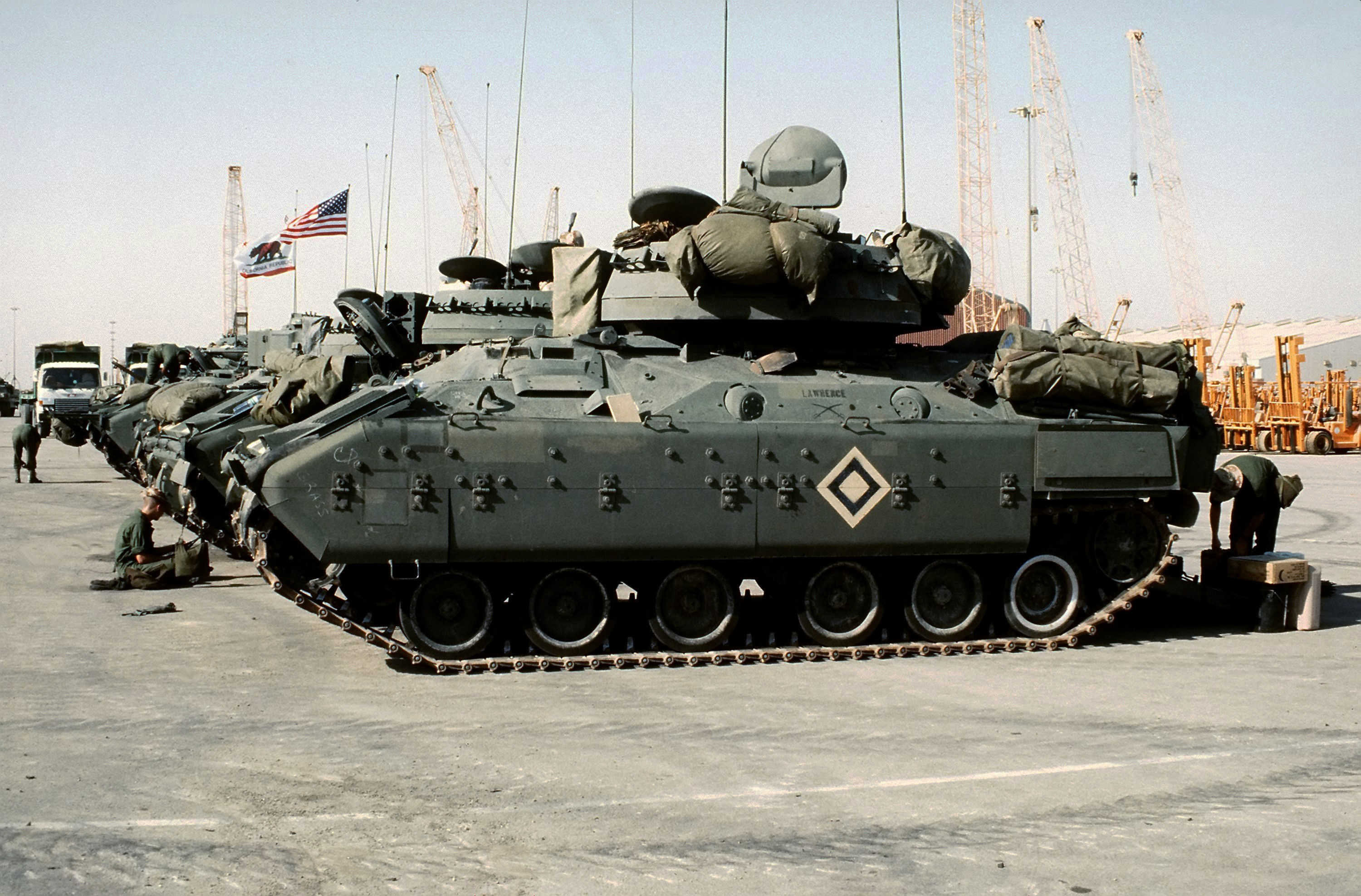
M3 Bradleys des L-Troop, 3rd ACR, Operation Desert Shield
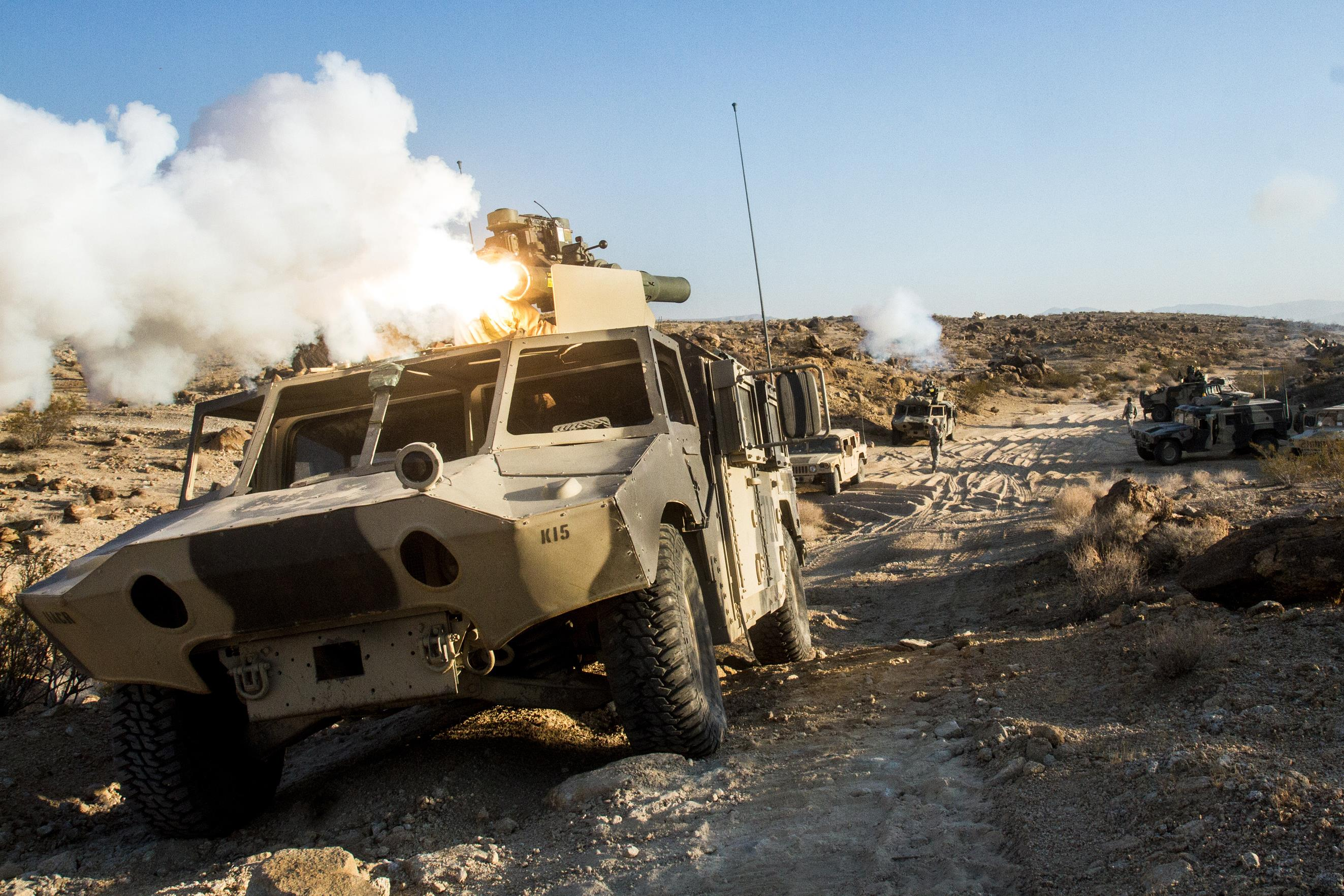
Zur Feinddarstellung als BRDM-2 umgebauter Humvee des 11th ACR mit BGM-71 TOW